# Maria Branyas Morera
Maria Branyas Morera (San Francisco, California; 4 de marzo de 1907-Olot, 19 de agosto de 2024) fue una supercentenaria hispano-estadounidense. Fue la persona viva registrada más longeva del mundo desde el 17 de enero de 2023, tras el fallecimiento de la monja francesa Lucile Randon, y en España desde el 22 de diciembre de 2019, fecha del fallecimiento de Josefa Santos González, así como la última persona viva nacida en 1907. Es la persona española más longeva de todos los tiempos y la octava del mundo.
En contexto histórico, Maria ya tenía 5 años recién cumplidos cuando se produjo el naufragio del Titanic en 1912. Fue contemporánea de seis monarcas británicos, desde Eduardo VII a Carlos III, diez papas católicos, desde Pío X a Francisco, ambas Guerras Mundiales y dos pandemias globales. Fue la persona de mayor edad en el mundo en contraer COVID-19 y sobrevivir a la enfermedad, la cual le afectó con síntomas leves.

## Biografía

### Primeros años

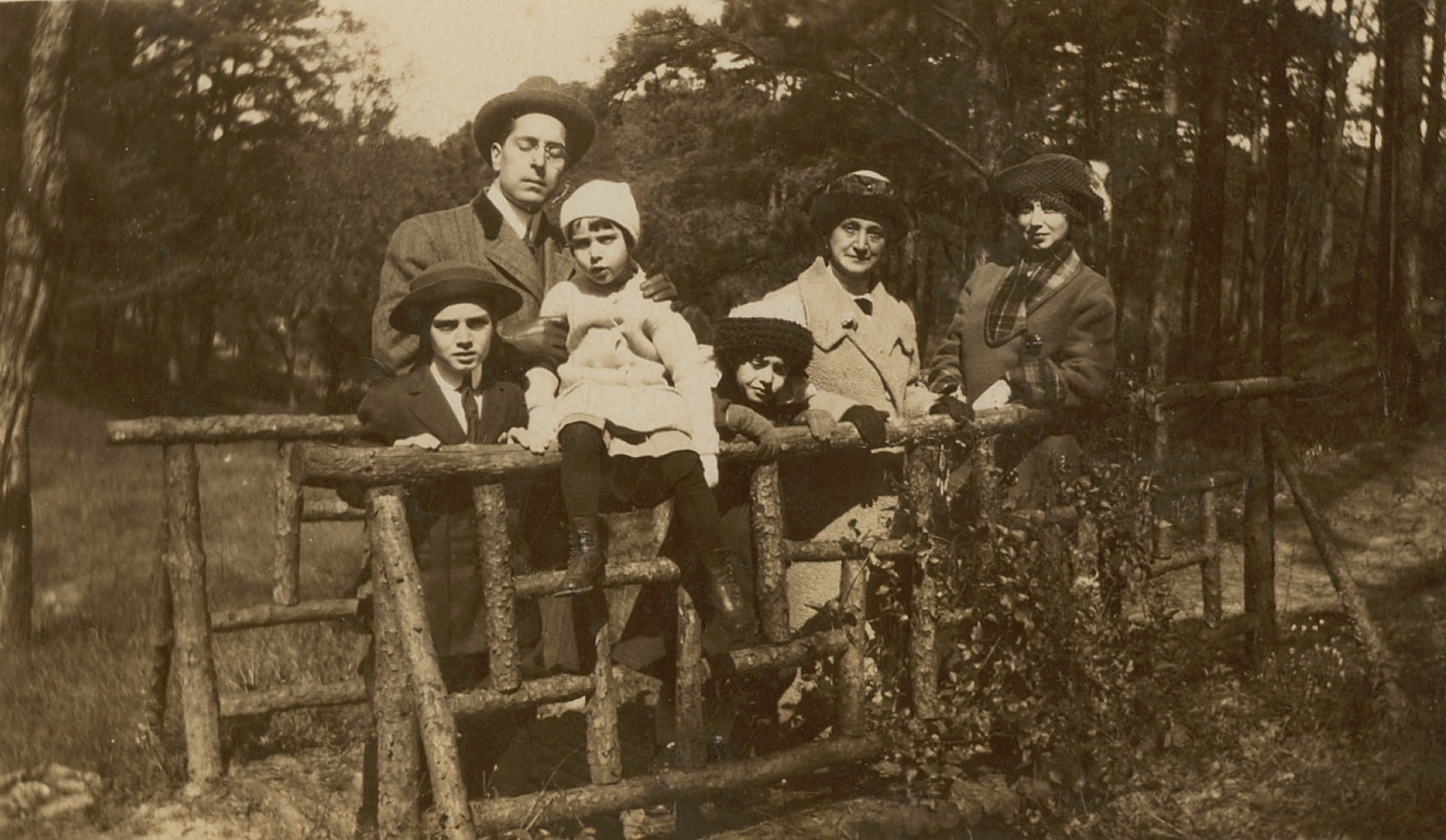
Maria de niña (tercera a la izquierda) con sus padres y hermanos en Nueva Orleans, 1911

Maria Branyas Morera nació el 4 de marzo de 1907 en San Francisco (California, Estados Unidos), adonde la familia se había mudado el año anterior. Hija de un periodista expatriado, contaba con un hermano y dos hermanas. A partir de 1909 vivió en San Francisco, para mudarse en 1911 con su familia a Nueva Orleans. Allí fundó su padre la revista Mercurio, una revista destinada al público hispanoamericano que, pasado poco tiempo, logró bastante éxito. En 1915, en plena Primera Guerra Mundial, el padre enfermó y la familia decidió regresar a Cataluña. Durante ese viaje murió su padre de tuberculosis en el barco, mientras que ella sufrió una caída que, aunque sin darse cuenta en un primer momento y según sus propios testimonios, le hicieron perder la audición en uno de sus oídos. 
Madre e hija se instalaron en Barcelona, donde vivieron durante varios años. De igual modo, también residieron durante unos años en Bañolas, donde Maria se formó en aptitudes como la lectura, la escritura, la música y la pintura. Una vez instaladas, compraron una segunda residencia de veraneo en la Costa Brava, donde conoció al médico Joan Moret.

### Vida adulta
En 1930, a los veintitrés años de edad, se casó con Joan y más tarde tuvieron tres hijos, a los que siguieron once nietos y trece bisnietos. La pareja se mudó a la Rambla, donde permanecieron hasta la Guerra Civil y después de esta, ya que al estallar la guerra se vieron obligados a marcharse junto con sus dos hijos, Augusto y Maria Teresa. Esto se debió a la profesión de su marido. Simplemente por este hecho se le asoció como enemigo de la República, llegando a aparecer en un listado de perseguidos para asesinar, como enemigos de la República. Joan y un compañero de trabajo fueron quienes tuvieron que huir primero de Cataluña, ocultándose en una casa de sus primas en Olot, hasta que pudieron cruzar a pie la frontera de Francia. Más tarde, Maria tuvo que huir acompañada de sus hijos, los dos de corta edad. Cruzaron la frontera por la aduana escondidos en la parte trasera de un camión de un transportista francés.
El marido, como médico, debía ir al frente de guerra a curar a los heridos, indiferentemente del bando al que pertenecieran. Fue durante ese período cuando Maria, para ayudarle, ejerció de enfermera a su lado.
Durante la posguerra, a pesar de la miseria y el hambre vivida en las calles, ella y su familia no tuvieron demasiados problemas graves debido a su posición y estatus socioeconómico. Pasadas gran parte de las penurias de la posguerra, con más paz en la calle y estabilidad económica en la mayoría de la población, Maria, aparte de ser la ama de casa y estar al cuidado de sus hijos y las tareas domésticas, fomentó relaciones de amistad y tuvo una vida social muy activa, haciendo muchos viajes y deporte.
Desde los 92 años y después de una vida ciertamente tranquila pasada la guerra civil y la posguerra, vivió en una residencia de mayores que ella misma escogió en Olot: Santa María del Tura. Hasta los 105 años mantuvo, pese a la edad, una vejez activa, en la que se dedicaba a tocar el piano, leer el diario e incluso hacer algo de gimnasia cada mañana.

## Salud, longevidad y muerte
Josefa Santos González falleció el 22 de diciembre de 2019, siendo oficialmente la persona viva más longeva de España y, desde ese momento, Maria Branyas pasó a ocupar su lugar en la lista de longevos españoles.
En abril de 2020, contrajo Covid-19 y logró convertirse en la persona de España con más edad en superar la enfermedad.
Falleció el 19 de agosto de 2024 en Olot a los 117 años de edad, los últimos mensajes publicados por un familiar en su página oficial de X señalaban que Branyas ya estaba "preparada y lista" y que el final se veía "ya muy cercano".

"I deixaré d'existir en aquest cos. Un dia que desconec, però que està molt a prop, aquest llarg viatge haurà acabat. La mort em trobarà gastada d'haver viscut tant, però vull que em trobi somrient, lliure i satisfeta".
"Y dejaré de existir en este cuerpo. Un día que desconozco, pero que está muy cerca, este largo viaje habrá terminado. La muerte me encontrará gastada de haber vivido tanto, pero quiero que me encuentre sonriendo, libre y satisfecha".
Maria Branyas Morera, agosto 2024.

## Cronología de posiciones históricas
- El 10 de octubre de 2021, Maria Branyas Morera se convirtió en la segunda persona española más longeva de todos los tiempos, detrás de Ana María Vela Rubio de 116 años y 47 días.
- El 17 de enero de 2023, después de la muerte de la francesa Lucile Randon, se ha convertido en la persona viva más longeva del mundo cuya edad se valida oficialmente.[2]
- El 20 de abril de 2023, superó finalmente a Ana María Vela Rubio y se convirtió en la persona de nacionalidad española más anciana de la historia.
- El 9 de mayo de 2024 superó a Delphia Welford y se convirtió en la décima persona más longeva de todos los tiempos.
- El 24 de mayo de 2024 superó a Chiyo Miyako y se convirtió en la novena persona más longeva de todos los tiempos.
- El 19 de julio de 2024 superó a Emma Morano y se convirtió en la octava persona más longeva de todos los tiempos y la tercera persona más longeva de Europa solo superada por Lucile Randon y Jeanne Calment.